# Get Up Kid
Get Up Kid è un singolo del gruppo musicale Thirty Seconds to Mars, pubblicato il 28 luglio 2023 come terzo estratto dall'album in studio It's the End of the World but It's a Beautiful Day.

## Tracce
1. Get Up Kid — 2:59